# Bahía de Bandon
La bahía de Bandon (en tailandés: อ่าวบ้านดอน) es una bahía en el golfo de Tailandia, en la provincia de Surat Thani, que se extiende desde el cabo Sui en el distrito de Chaiya en el noroeste hasta el distrito Kanchanadit hacia el este, en Tailandia. La línea de costa total es de unos 100 km. La bahía está dominada por el estuario del río Tapi y del río Phum Duang. Las islas de Ko Samui, Ko Phangan y Ko Tao encierran la bahía desde su lado oriental.
La bahía es relativamente poco profunda, con profundidades que van de 1 a 5 metros. A lo largo de la costa hay marismas, debido a la alta tasa de sedimentación, que estaban naturalmente cubiertos de manglares, pero ahora en su mayoría están siendo reemplazados por criaderos de camarones.